# Sarandi, Paraná
Sarandi este un oraș în Paraná (PR), Brazilia.